# Duff Point
Duff Point  är en udde i Antarktis. Den ligger på Greenwich Island i Sydshetlandsöarna. Argentina, Chile och Storbritannien gör anspråk på området.
Terrängen inåt land är platt åt nordväst, men åt sydost är den kuperad. Havet är nära Duff Point västerut. Trakten är glest befolkad. Närmaste befolkade plats är Maldonado Station, 14,7 kilometer öster om Duff Point .